# ألكسي ديومين
ألكسي جيناديفيتش ديومين (الروسية: Алексей Геннадьевич Дюмин) من مواليد 28 أغسطس 1972، رجل دولة وضابط روسي برتبة فريق، حاصل على وسام بطل الاتحاد الروسي لسنة 2016، شغل منصب قائم بأعمال حاكم أوبلاست تولا إحدى كيانات روسيا الاتحادية حتى سبتمبر 2016، وفاز بمنصب حاكم أصيل بعد انتخابات منصب حاكم الكيان وبنسبة 84.17% من الأصوات.

## حياتة وعمله
ولد ديومين في 28 أغسطس 1972 في مدينة كورسك في روسيا، درس العلوم العسكرية سنة 1994 في إحدى المدارس العسكرية التابعة إلى منطقة موسكو، خدم في جهاز الأمن الفدرالي سنة 1995، ثم في جهاز الأمن الرئاسي، وفي سنة 2007 كلف رئيساً لوحدة الأمن المسؤولة عن أمن رئيس الوزراء الروسي آنذاك فكتور زوبكوف.
تقلد خلال عاميّ 2012-14 عدة مناصب أمنية وعسكرية حساسة من بينها نائب رئيس المخابرات الروسية ونائب رئيس قوات العمليات الخاصة الروسية، وفي عام 2015 عُين رئيساً لأركان القوات البرية الروسية، ونائب القائد الأول للقوات البرية، في 11 ديسمبر 2015 رُقي إلى رتبة فريق، وفي 24 ديسمبر من نفس العام عينة الرئيس الروسي فلاديمير بوتين نائباً لوزير الدفاع الروسي سيرغي شويغو.
في 2 فبراير 2016 عينه فلاديمير بوتين قائم بأعمال حاكم أوبلاست تولا، وفي 18 سبتمبر فاز بانتخابات تولا أوبلاست وأصبح حاكم أصيل، في 28 مايو 2024 تم تعينه من قبل الرئيس فلاديمير بوتين أميناً عاماً لمجلس الدولة.

## حقائق
- من الحوادث المعروفة عن ديومين إنقاذة لبوتين من هجوم لدب دون أن يقتل الدب.[4]
- معلومات تحدثت عنها صحف غربية من بينها ديلي ميل أن ديومين من أقوى المرجحين لخلافة بوتين ليصبح رئيساً لروسيا.[5]